# Caroline Baldwin
Caroline Baldwin is een Belgische stripreeks met André Taymans als tekenaar en scenarist. De strip verscheen voor het eerst in het stripblad (À suivre) in juli 1996. Later verschenen er albums die uitgegeven worden door Casterman.

## Albums
Alle albums zijn getekend en geschreven door André Taymans en uitgegeven door Castermans. Vanaf 2018 wordt de reeks uitgegeven door Indruk. 
1. Bloed in het zwembad
2. De laatste dans
3. Absurdia
4. Angel Rock
5. Het gif van de macht
6. De lagune
7. Afspraak in Katmandoe
8. Dodelijke therapie
9. Staat van beleg
10. De koning van het noorden
11. Mijn eerste avonturen 1: Moon River
12. Mijn eerste avonturen 2: Contract 48a
13. De nacht van de wandelaar
14. Free Tibet
15. De schaduw van de uil
16. De zigeunerbezwering
17. Narco-Tango
18. Half-Blood
19. De valken